# Sebastian Schanz
Sebastian Schanz (* 1977 in Tübingen) ist ein deutscher Ökonom, Steuerberater (StB) und Professor für Betriebswirtschaftslehre (BWL). Er ist Inhaber des Lehrstuhls für Betriebswirtschaftliche Steuerlehre an der Rechts- und Wirtschaftswissenschaftlichen Fakultät (RW) der Universität Bayreuth.

## Leben
Sebastian Schanz machte 1997 sein Abitur am Wirtschaftsgymnasium der Theodor-Heuss-Schule Reutlingen. Anschließend absolvierte er von 1997 bis 1998 seinen Wehrdienst bei der Fernspählehrkompanie 200 in Pfullendorf.
Schanz studierte von 1998 bis 2004 Betriebswirtschaftslehre an der Eberhard Karls Universität Tübingen und der University of Missouri, Columbia, in den Vereinigten Staaten. Er fungierte danach von 2004 bis 2007 als Dozent an der Berufsakademie Stuttgart.
Schanz promovierte im Februar 2008 bei Rainer Niemann an der Karl-Franzens-Universität Graz. Seine Dissertation trug den Titel "Strategigen optimaler Repatriierung".
Schanz arbeitete im Jahr 2008 zudem als Senior Assistent bei der Ernst & Young AG in Frankfurt am Main. Er wurde im Jahr 2009 zum Steuerberater bestellt.
Schanz hatte von 2008 bis 2010 die Juniorprofessur für Accounting, Taxes, Finance an der Wirtschaftswissenschaftlichen Fakultät der Universität Bielefeld inne.
Er war von 2010 bis 2013 Lehrstuhlinhaber für Betriebswirtschaftliche Steuerlehre an der Otto-von-Guericke-Universität Magdeburg. Seit 2009 ist er mit Deborah Schanz verheiratet, die ebenfalls Professorin für Steuerlehre an der LMU in München ist. Die beiden haben drei Kinder. 
Schanz ist seit 2013 Inhaber des Lehrstuhls für Betriebswirtschaftliche Steuerlehre an der Universität Bayreuth.

## Forschungsschwerpunkte
Schanz veröffentlichte bisher im Rahmen seiner Forschung über 60 Schriften (Stand: Januar 2015).

## Auszeichnungen
- 1997: Preis der Chemischen Industrie
- 2008: Förderpreis der Nürnberger Steuergespräche e.V.
- 2009: Dissertationspreis der Esche-Schümann-Comichau Stiftung

## Schriften (Auswahl)
- Strategien optimaler Repatriierung. 1. Auflage. Gabler, Wiesbaden 2008, ISBN 978-3-8349-1112-4 (Zugleich: Universität Graz, Dissertation, 2008).
- Deborah Schanz / Sebastian Schanz: Business taxation and financial decisions. Springer, Berlin / Heidelberg 2011, ISBN 978-3-642-03283-7.
- Betriebliches Rechnungswesen. Buchführung und Abschluss. 1. Auflage. S. Schanz, Bayreuth 2014, ISBN 978-3-00-046880-3.